# 酒訊雜誌
《酒訊雜誌》（英語：Wine & Spirits Digest）是台灣WSD酒訊文化事業股份有限公司旗下發行的酒類月刊雜誌，前身是於1990年由劉傳宇創辦的《酒客雜誌》（Joker Magazine），現任社長吳志彥於2006年接手後更改為今名，是台灣唯一以酒類消費及產業動態為主題的雜誌。

## 外部連結
- 酒訊雜誌的Facebook專頁